# Fumio Sasahara
Pour les articles homonymes, voir Sasahara.
Fumio Sasahara, né le 28 mars 1945 dans la préfecture de Hokkaidō, est un judoka japonais. 
Il est champion du monde en catégorie des moins de 93 kg en 1969 et 1971.